# Лавиц
Лавиц (нем. Lawitz) — община в Германии, в земле Бранденбург.
Входит в состав района Одер-Шпре. Подчиняется управлению Нойцелле. Население составляет 628 человек (на 31 декабря 2010 года). Занимает площадь 6,00 км².